# Tarłów (gromada)
Tarłów – dawna gromada, czyli najmniejsza jednostka podziału terytorialnego Polskiej Rzeczypospolitej Ludowej w latach 1954–1972.
Gromady, z gromadzkimi radami narodowymi (GRN) jako organami władzy najniższego stopnia na wsi, funkcjonowały od reformy reorganizującej administrację wiejską przeprowadzonej jesienią 1954 do momentu ich zniesienia z dniem 1 stycznia 1973, tym samym wypierając organizację gminną w latach 1954–1972.
Gromadę Tarłów siedzibą GRN w Tarłowie utworzono – jako jedną z 8759 gromad na obszarze Polski – w powiecie iłżeckim w woj. kieleckim, na mocy uchwały nr 13k/54 WRN w Kielcach z dnia 29 września 1954. W skład jednostki weszły obszary dotychczasowych gromad Kozłówek, Tarłów, Tomaszów i Potoczek ze zniesionej gminy Tarłów w powiecie iłżeckim, Janów ze zniesionej gminy Pawłowice w powiecie iłżeckim oraz Wólka Tarłowska ze zniesionej gminy Juljanów w powiecie opatowskim; ponadto lasy państwowe nadleśnictwa Bałtów, oddziały Nr Nr 98 i 100. Dla gromady ustalono 24 członków gromadzkiej rady narodowej.
1 stycznia 1956 gromada weszła w skład nowo utworzonego powiatu lipskiego w tymże województwie.
31 grudnia 1959 do gromady Tarłów przyłączono obszar zniesionej gromady Sulejów w tymże powiecie oraz kolonię Dąbrowa ze zniesionej gromady Brzozowa w powiecie opatowskim.
1 stycznia 1969 do gromady Tarłów przyłączono wsie Czekarzewice Pierwsze i Czekarzewice Drugie ze zniesionej gromady Czekarzewice; z gromady Tarłów wyłączono natomiast wieś Dorotka włączając ją do gromady Ciszyca w tymże powiecie.
Gromada przetrwała do końca 1972 roku, czyli do kolejnej reformy gminnej. 1 stycznia 1973 w powiecie lipskim reaktywowano gminę Tarłów (obecnie gmina znajduje się w powiecie opatowskim).